# Венгерт, Пауль
Пауль Рафаэль Венгерт (родился 18 ноября 1952 года в Эльвангене (Ягст) ) — немецкий местный и государственный политик (СДПГ). С законодательного периода 2008 года до государственных выборов 2018 года он был членом парламента земли Бавария. Ранее он был обер-бургомистром Аугсбурга и первым бургомистром Фюссена.

## Карьера
Венгерт вырос в Эльвангене, учился там в средней школе и какое-то время работал в Aalener Volkszeitung. С 1972 года член СДПГ. С 1974 по 1979 год изучал право , экономику и теологию в Вюрцбургском университете. После успешной защиты диссертации на степень доктора юридических наук в 1982 году он сначала работал судьей по уголовным делам в окружном суде Аугсбурга и прокурором в прокуратуре Аугсбурга .
Начиная с 1984 года, Венгерт все больше занимался своей политической карьерой; На этом этапе он стал заместителем председателя СДПГ и членом местного совета в Хоргау. Два года спустя он стал первым председателем, а с 1987 года работал судьей в окружном суде Аугсбурга. Венгерт был членом исполнительного совета Баварской ассоциации городов с 1996 по 2008 год и членом правления Баварской государственной СДПГ с 1997 по 2001 год .

## Первый бургомистр Фюссена
С 1990 по 2002 год Венгерт работал первым бургомистром Фюссена.

## Обер-бургомистр Аугсбурга
В 2002 году Венгерт стал обер-бургомистром Аугсбурга и оставался им в течение одного срока, прежде чем не был переизбран в начале 2008 года. Проекты «Радужной коалиции» Венгерта (SPD , Greens , FBU , FW , ödp ) включали, среди прочего, планирование строительства стадиона, подходящего для Бундеслиги, для ФК «Аугсбург», переоборудование без пересечений городской автомагистрали B17 и строительство новой городской библиотеки, а также многочисленные инициативы по гражданской активности и интеграции.
Венгерт был номинирован на Всемирную премию мэра 2006 года за вклад города Аугсбурга в борьбу с цунами 2004 года и в итоге занял шестое место. 16 марта 2008 года Пауль Венгерт проиграл во втором туре выборов обер-бургомистра Аугсбурга с 44,1% против 55,9% кандидату от ХСС Курту Гриблю. Он был первым действующим обер-бургомистром Аугсбурга после Второй мировой войны, который баллотировался на переизбрание, но не был избран.

## Член государственного парламента
В преддверии выборов Венгерт был выдвинут прямым кандидатом от округа 711 Марктобердорф, а также занял третье место в списке Швабской СДПГ.  В своем избирательном округе он получил 14%, поставив его на третье место после Анжелики Шорер (ХСС) (48,2%) и Герберта Хейсслера ( «Свободные избиратели ») (15,6%), но смог войти в парламент штата по списку штата. Венгерт больше не был представлен в парламенте штата после выборов в штате в 2018 году.

## Личная жизнь
В начале апреля 2008 года, после своего поражения на выборах обер-бургомистра, Венгерт объявил, что покидает Аугсбург вместе с семьей. Сегодня Венгерт снова живет в Фюссене. Он женат, имеет двух взрослых дочерей.

## Награды
- 1996: Почетная медаль Баварской пожарной службы.
- 2002: Золотое кольцо Почета города Фюссен.
- 2008: Золотое Почетное кольцо города Аугсбурга.
- 2013: Крест За заслуги на ленте Федеративной Республики Германия.